# Ophrys flavicans
Ophrys flavicans är en orkidéart som beskrevs av Roberto de Visiani. Ophrys flavicans ingår i ofryssläktet, och familjen orkidéer. Inga underarter finns listade i Catalogue of Life.